# Paula Kalmar-Wolf
Paula Kalmar-Wolf (születési nevén Paula Klein, első házassága idején Paula Kalmar), (Zágráb, 1880. április 11. – Bécs, 1931. szeptember 29.) osztrák sakkozónő, az első osztrák női sakkmester, kétszeres világbajnoki ezüst- és egyszeres bronzérmes, Ausztria női bajnoka, első női sakkmestere. 2017-ben beválasztották a World Chess Hall of Fame (Sakkhírességek Csarnoka) halhatatlanjai közé.

## Élete és sakkpályafutása
Élete első szakaszáról nem áll rendelkezésre információ. 30 éves elmúlt, már férjezett volt, legalább egy gyerek anyja, és egy divatáru üzletet vezetett, amikor egy ismerőse megtanította sakkozni. Nem sokkal később beszerezte Jean Dufresne (1829−1893) német sakkmester és feladványszerző Kleinem Lehrbuch des Schachspiels című könyvét, és egy ideig önállóan képezte magát. Ezt követően beiratkozott a Wiener Amateur-Schachclubba, Bécs legnagyobb és legnépszerűbb sakk-klubjába. A klubba naponta lejárt, és játékereje gyorsan javult. 1915-től Réti Richárd, majd az első világháború befejeződése után 1920−1921-ben későbbi második férje Heinrich Wolf osztrák mester foglalkozott vele.
Paula Kalmar kezdeményezésére 1921-ben rendezték meg Bécsben az első erős női versenyt. 1922-ben a 2. helyen végzett a Bécsi Sakk-kongresszus női versenyén, majd megnyerte Ausztria női bajnokságát. Ugyanebben az évben a férfi mezőny egyetlen női játékosaként a 4. helyet szerezte meg az Innsbrucki Sakk-kongresszus főversenyén. Az 1923-ban rendezett 8. Bajor Sakk-kongresszuson szintén az egyetlen női versenyző volt, és a 3. helyen végzett. 1924-ben Meranóban, a nem hivatalos női Európa-bajnokságon az 5. helyet szerezte meg. Megnyerte az Osztrák Sakkszövetség 1924−25-ös női versenyét, majd 1926-ban Ausztria amatőr női bajnokságát.
1923-ban már "az első osztrák női sakkmester" aláírással jelentetett meg egy cikket a Neue Wiener Schach-Zeitungban, "A nő a sakkéletben" címmel, amelyben azt fejtegeti, hogy a történelem folyamán azért nem lehetett korábban női sakkozókról hallani, mert őket nem engedték a közéletbe. Véleménye szerint nem telik el 50 év, és női nagymesterek is lesznek majd. (Jóslata bevált.)
1925-ben házasodott össze második férjével Heinrich Wolf (1875−1943) osztrák sakkmesterrel. Ekkor vette fel a Paula Kalmar-Wolf nevet. Ebben az évben a boroszlói női versenyen a 2. helyen végzett,

## Szereplései a világbajnokságokon
Az 1927-ben, az 1. Sakkolimpiával egyidejűleg Londonban rendezett első női sakkvilágbajnokságon  a hét országból érkezett 12 versenyző körmérkőzésen mérte össze erejét. A világbajnoki címet az angol színekben játszó cseh Vera Menchik szerezte meg, Paula Wolf-Kalmar a 3. helyen végzett.
A második női sakkvilágbajnokságot Hamburgban rendezték a 3. sakkolimpiával egyidejűleg. A versenyen mindössze öt versenyző indult, akik kétfordulós körmérkőzésen mérték össze erejüket. Kalmar-Wolf az első körben négy mérkőzésből szerzett 3,5 pontjával az élen állt, a második körben azonban Vera Menchik minden játszmáját megnyerve az első helyre került, és ezzel megvédte világbajnoki címét.
A harmadik női sakkvilágbajnokságot Prágában rendezték a 4. sakkolimpiával egyidejűleg. A résztvevő ugyanaz az öt női versenyző volt, akik az előző világbajnokságon is megmérkőztek egymással. A kétfordulós körmérkőzéses versenyen Kalmar-Wolf ezúttal az első körben szerepelt gyengébben, mindössze 1 pontot szerzett, és még az utolsó előtti helyen állt. A második körben azonban erősített és három győzelmével ismét a második helyet szerezte meg.
Régóta ismert volt cukorbetegsége, amely a versenyzésben is hátráltatta, többek között az 1930-as sakkvilágbajnokság második körében, és az 1931-es világbajnokság első körében. Halála azonban 1931. szeptember 29-én, két hónappal a világbajnokság után váratlan volt mindenki számára.
1932-ben Bécsben nemzetközi emlékversenyt rendeztek számára, amelyet Sonja Graf nyert meg.
2017-ben beválasztották a World Chess Hall of Fame, a sakktörténelem halhatatlanjai közé.